# Метрополитен
Метрополите́н (от англ. Metropolitan, сокр. от Metropolitan Railway), ме́тро (фр. métro, англ. metro, сокр. the met, рус. метро́), скоростной транзи́т (англ. rapid transit), подземная железная дорога (англ. underground railway) или просто «подземка» (англ. subway, сокр. the sub, а также брит. англ. underground либо жарг. tube) — городская внеуличная железная дорога, имеющая собственный габарит, инженерно отделённая от любого другого вида общественного транспорта и пешеходного движения и предназначенная для пассажирского движения. Впервые в мире появилась в Лондоне 10 января 1863 года.
Может быть подземной (в тоннелях (перегонах)), наземной (на поверхности земли) и надземной (на эстакадах).
Движение поездов в метрополитене регулярное, согласно графику движения. Мировым лидером по нему является Московский. Этому виду транспорта свойственны высокая скорость (до 80 км/ч по АЛС-АРС на метрополитенах России) и провозная способность (до 60 тыс. пассажиров в час в одном направлении).
Крупнейшие метрополитены в мире:
- по количеству линий и маршрутов — Нью-Йоркский (36 линий, 29 маршрутов[комм. 5]);
- по длине линий — Шанхайский (743 км) и Пекинский (727 км);
- по количеству станций — Пекинский (490);
- по годовому пассажиропотоку — Пекинский и Токийский;
- по суточному пассажиропотоку — Пекинский.

Самые короткие (короче 9 км) метрополитены: в венесуэльском Маракайбо, итальянских Катании и Генуе, украинском Днепре.
Лозанна, Брешиа и Ренн — самые маленькие города мира, имеющие метрополитен.
Самой длинной линией в мире является 3-я линия метрополитена Гуанчжоу — 68,53 км.
Петербургский метрополитен является самым глубоким в мире по средней глубине залегания станций; средняя глубина составляет около 60 метров.
Самой глубокой станцией в мире с 25 января 2022 года является «Хунъянцунь» Чунцинского метрополитена — 116 м. Ранее, с 6 ноября 1960 года — открытия первой очереди Киевского метрополитена, этот статус принадлежал станции «Арсенальная» глубиной 105,5 м, у которой, однако, в отличие от самой глубокой в России «Адмиралтейской» (86 м) Петербургского метрополитена, глубина обусловлена не заложением станции, а возвышенностью местности.
Станция «Воробьёвы горы» Московского метрополитена — первая в мире, расположенная на метромосту.
Станция «Мякинино» Московского метрополитена — единственная в России, построенная с участием частных инвестиций и не принадлежащая предприятию.
Советско-российская серия вагонов метрополитена 81-717/714 является мировым лидером по распространённости (эксплуатируется в метрополитенах 18 городов стран Варшавского договора, бывших республик СССР и Соцлагеря) и длительностью производства (с 1976 по 2021 годы).
Поезд «НеВа» Петербургского метрополитена лишён крана машиниста ввиду отсутствия тормозной магистрали, присутствующих или присутствовавших у остальных поездов производства заводов в том числе ЗАО «Вагонмаш», ОЭВРЗ, ММЗ и АО «Метровагонмаш».
На челночном ответвлении Ереванского метрополитена эксплуатируются единственные в мире одиночные двухкабинные вагоны (электромотрисы) модели 81-717М в количестве двух единиц — № 0112—8783.
Перегон Московско-Петроградской линии Петербургского метрополитена «Невский проспект» — «Горьковская» имеет предельно допустимый Правилами технической эксплуатации (ПТЭ) уклон крутизной 60 ‰ (тысячных — спуск на 6 метров через каждые 100 метров), что связано с прохождением тоннеля под впадиной дна подземной реки: при проектировании линии из-за обводнённости грунтов отказались от станции в районе Марсова поля.
Красная линия Дубайского метрополитена является самой длинной в мире, функционирующей в полностью автоматическом режиме (с беспилотными поездами), благодаря чему в 2011 году попала в Книгу рекордов Гиннеса.
Техногенная авария «Размыв» Ленинградского-Петербургского метрополитена является крупнейшей в мировой практике метростроения; была экранизирована в фильме «Прорыв» и послужила вдохновением для фильма «Метро».
Пожар в Бакинском метрополитене 1995 года является крупнейшей трагедией по числу жертв всех метрополитенов мира, вызванной человеческим фактором.

## Определение метрополитена
Большое разнообразие систем внеуличного скоростного городского и пригородного транспорта делает затруднительной их однозначную классификацию. Все определения метрополитена условны. В отношении многих транспортных систем можно с уверенностью сказать, что они являются (или, наоборот, не являются) метрополитенами, но в то же время существует ряд «пограничных» и «гибридных» транспортных систем.
Конечное решение о том, отнести ту или иную транспортную систему к метрополитенам или нет, зависит от принятого определения или может делаться эмпирически. Например, в Зерфаусе и Новом Афоне существуют подземные железные дороги, имеющие некоторое сходство с подземными линиями метрополитена и потому неформально часто так и называемые, однако если обязательным признаком метрополитена считать расположение в городе, то метрополитенами они не являются.

### Определяющие признаки метрополитена
В 1981 году Комитет метрополитенов МСОТ предложил такое определение «метрополитеновской железной дороги»:
железная дорога, предназначенная быть составной частью сети, позволяющей перевозить большие количества пассажиров в пределах урбанизированной зоны посредством транспортных средств на рельсах с внешним управлением, находящаяся в пространстве, целиком или частично расположенном в тоннелях и безраздельно отданном под такое использование.
Создатель сайта urbanrail.net и автор нескольких книг о метрополитене Роберт Швандль предлагает следующие определяющие признаки метрополитена:
- используется в урбанизированной местности (в городах и городских агломерациях);
- работает на электротяге;
- полностью отделена от любого другого движения;
- работает часто (с рабочим интервалом в дневное время не более 30 минут).

Также он предлагает ещё один признак: совпадение уровня пола вагона и перрона, но этот признак не обязателен. При этом не указано, какой должна быть путевая инфраструктура. То есть, по Швандлю, она может быть практически любой: традиционные рельсовые пути (традиционный метрополитен), ALWEG (наиболее распространённый тип городских пассажирских монорельсов) и так далее.
Это определение обладает некоторой условностью. Под него не подпадает, например, Чикагский метрополитен, который имеет несколько одноуровневых пересечений с дорогами (хотя Швандль всё равно рассматривает эту систему как метрополитен в виде исключения). Ряд метрополитенов в прошлом работали на иных видах тяги (паровая, канатная), а в некоторых метрополитенах имеются отдельные участки с низкой интенсивностью работы.
В частности, Швандль рассматривает Вуппертальскую подвесную дорогу как полноценную систему метрополитена, что может быть недопустимо с точки зрения других определений, накладывающих разные по строгости ограничения на техническую реализацию метрополитена.
В России, в соответствии с ГОСТ Р 58897-2020, метрополитен определяется, как
вид внеуличного транспорта, движение подвижного состава которого осуществляется на электротяге по двум рельсам.

### Неопределяющие признаки
Как правило, транспортные специалисты не считают определяющим признаком способ размещения трассы (подземный, наземный, надземный), хотя в России и странах бывшего СССР исторически сложилось представление о метрополитене именно как о подземном виде транспорта.
Также не является определяющей принятая система токосъёма (контактный провод, контактный рельс). Хотя для метрополитена чаще, чем для других видов транспорта, характерно использование контактного рельса, нередко встречаются и иные технические решения.

## Основные свойства
В мегаполисах со сложившейся застройкой линии метро, как правило, проложены под землёй и лишь иногда выходят на поверхность или на эстакады. Габариты и масса подвижного состава могут достигать железнодорожных стандартов, хотя обычно уступают им. Метропоезда насчитывают, как правило, 4—8 вагонов. Диаметр тоннелей достигает 4—7 метров (но во многих системах встречаются и более узкие тоннели, например в Берлине ширина узкопрофильных тоннелей — всего 2,3 метра), предельные уклоны больше, чем на железных дорогах общего назначения, но меньше, чем на трамвае, минимальные радиусы закругления значительно больше трамвайных. Платформы на станциях обычно имеют длину 100—165 м и ширину 5—20 м. Линии метрополитена обычно проходят вдоль градообразующих осей и являются каркасом городской пассажирской транспортной системы. Стоимость сооружения метрополитена сильно зависит от условий окружающей среды и применяемых технологий строительства. Типичная стоимость километра подземной линии мелкого заложения — порядка 30 млн. долл. США (без учёта стоимости строительства станций).
В разных странах исполнение и параметры метрополитенов могут варьироваться (например, существуют почти полностью наземные системы), но отличительными чертами метрополитена являются: использование электрической тяги, высокая интенсивность и скорость движения поездов и большой пассажиропоток и, естественно, полная обособленность от прочего городского транспортного движения.
Размеры метрополитенов находятся в диапазоне от 2-километровой линии «мини-метро» в израильской Хайфе (см. Кармелит) до Нью-Йоркской системы «подземок» и «надземок» с общей протяжённостью линий более 1300 км.
Разновидностями метрополитена или близкими к нему по свойствам и назначению транспортными системами (в зависимости от принятого определения) являются лёгкое метро, преметро, S-Bahn (S-Tog и т. п.), городские монорельсы (кроме аттракционов и экскурсионных).

## Терминология
Название «метрополитен» (метро) принято во многих странах. Подавляющее большинство действующих метрополитенов мира представляет собой разновидность железной дороги, однако по устройству инфраструктуры и подвижного состава различимы с ней.
Первая подземная железная дорога была построена в Лондоне в 1863 году компанией Metropolitan Railway — буквально «столичная железная дорога». Однако в английском языке название этой линии нарицательного характера не приобрело. Появлявшиеся вслед за тем линии метрополитена, в том числе и в Великобритании, получали другие названия. В частности, первой в мире линией является Метропо́литен Лондонского метро, само же метро в английском языке называется «Лондон-андеграунд» (англ. London Underground, «лондонская подземная железная дорога» или, также, «лондонская подземка» или — в разговорной речи — «тьюб» (tube, «труба»).
Нарицательный смысл слово «метрополитен» и общепринятое сокращение «метро» приобрели в Париже. Чтобы город не оказался зависимым от национальной администрации железных дорог, при строительстве парижского метрополитена было решено создать отдельную компанию, которая получила название Парижской компании столичной железной дороги (фр. Compagnie du chemin de fer métropolitain de Paris; слово métropolitain («метрополитен») во французском языке носило нарицательное значение «столичный»). Постепенно слова «метрополитен» и «метро» приобрели значение городской внеуличной железной дороги вообще во французском языке, а потом в таком качестве пришли и в другие языки (в том числе и русский).
Кроме того, Максимом Горьким в книге «Город Жёлтого Дьявола» было введено в русский язык слово-калька «подземка». Оно прижилось, но преимущественно в качестве обозначения зарубежных метрополитенов (лондонская подземка, нью-йоркская подземка и т. д.), хотя в последнее время встречается в российской прессе и применительно к российским метрополитенам, проложенным в основном под землёй. Соответственно, преимущественно эстакадные метрополитены называют «надземками».
Своя система связанной с метрополитеном терминологии используется в немецкоязычных странах. В настоящее время наиболее распространённые термины — U-Bahn и S-Bahn. Термин U-Bahn является сокращением от Untergrundbahn — букв. «подземная железная дорога». U-Bahn близок к метро в традиционном российском понимании, так как является внутригородским транспортом, в основном расположенным под землёй. В некоторых городах (Кёльн, Дюссельдорф) слово U-Bahn используется для обозначения подземных участков трамвайных линий. S-Bahn (от Stadtbahn — городская железная дорога. В Берлине первоначально называлась SS-Bahn от Schnellstadtbahn — скоростная городская железная дорога). S-Bahn ближе к пригородным железнодорожным поездам. В городах S-Bahn иногда имеет подземные участки (U-Bahn). В настоящее время термин S-Bahn обычно не расшифровывается как сокращение и означает городские (пригородно-городские) поезда, а термин Stadtbahn принял другое значение — городская железная дорога как легкорельсовый транспорт. Также имеется термин Hochbahn, означающий трассы метро, проложенные на эстакадах — «надземки».
В английском языке в нарицательном смысле применяется термин rapid transit (скоростной городской транспорт), однако употребляется он только тогда, когда по смыслу невозможно ограничиться названием одной конкретной системы метрополитена. В остальных случаях используются индивидуальные названия: в Лондоне — London Underground, в Нью-Йорке — New York Subway, в Ливерпуле — Merseyrail, в Вашингтоне — Washington Metrorail, в Сан-Франциско — BART и т. п. В некоторых городах применяется название «метро» (англ. metro) для систем, по своему характеру близких к метро, или для всего городского транспорта (собственно метро и наземный пассажирский транспорт (в том числе автобусы и трамваи)) в совокупности.

## История
Первая линия метрополитена длиной 6 км была построена в Лондоне. Запущена 10 января 1863 года. Изначально первая линия в Лондоне эксплуатировалась на паровой тяге, которая начиная с 1890 года заменялась на электрическую.
Второй метрополитен был открыт в Нью-Йорке в 1868 как надземный, однако первые надземные участки не сохранились и впоследствии были заменены подземными (первая подземная линия открыта в 1904).
6 июня 1892 — открыта первая надземная линия метрополитена Чикаго на паровой тяге.
В Европе старейшими после Лондонского метрополитена являются метрополитены Будапешта (1896), Глазго (1896), Парижа (1900), Берлина (1902), Гамбурга (1912).
Иногда к числу старейших метрополитенов Европы причисляют стамбульский «Тюнель» (европейская часть города, 1875), несмотря на то что он является, по сути, подземным фуникулёром (полноценный Стамбульский метрополитен открылся только в 2000 году), и Афинский метрополитен, который, однако же, в момент открытия (1869) представлял собой обычный городской поезд; в 1904 году линия была электрифицирована с использованием третьего рельса, с этого момента её хоть как-то можно причислять к метрополитенам. Также не относится к числу старейших и Венский метрополитен: в 1898 году в Вене открылась городская железная дорога, а в 1966 году — подземный трамвай, лишь в 1976 году ставший основой полноценного метрополитена.
В Советском Союзе первая линия метрополитена была торжественно открыта в Москве 15 мая 1935 года. На территории СССР метрополитен был открыт также в Ленинграде (1955), Киеве (1960), Тбилиси (1966), Баку (1967), Харькове (1975), Ташкенте (1977), Ереване (1981), Волгограде (скоростной трамвай) и Минске (1984), Горьком (1985), Новосибирске и Кривом Роге (скоростной трамвай) (1986), Куйбышеве (1987) и Свердловске (1991).
После распада СССР метрополитен был открыт всего лишь в трёх бывших советских городах: Днепропетровске (1995, Украина), Казани (2005, Россия) и Алма-Ате (2011, Казахстан).

## Хронография действующих систем метрополитена

### XIX век
- 1863 — Лондон (Великобритания).
- 1868 — Нью-Йорк (США) — открылся как надземная железная дорога. Первая подземная линия открылась в 1904 году. Три системы различных операторов объединены в одну в 1940 году.
- 1869 — Афины (Греция) — открылся как городская железная дорога. Переведён на электрическую тягу в 1904 году.
- 1875 — Стамбул (Османская империя), подземный фуникулёр.
- 1892 — Чикаго (США) — открылся как надземная железная дорога. Первая подземная линия открылась в 1943 году.
- 1893 — Ливерпуль (Великобритания), надземная железная дорога. Закрыта в 1956 году.
- 1896 — Будапешт (Австро-Венгерская империя) — первый метрополитен на Европейском континенте, первый метрополитен в мире на электрической тяге; Глазго (Великобритания).
- 1897 — Бостон (США).
- 1900 — Париж (Франция).

### XX век
- 1901 — Вупперталь (Германия), подвесная дорога
- 1902 — Берлин (Германия)
- 1907 — Филадельфия (США)
- 1908 — PATH (США) — подземная железная дорога, связавшая тоннелем под рекой Гудзоном Нью-Йорк и территорию штата Нью-Джерси; Генуя (Италия) — открылся трамвайный тоннель[итал.], с 1990 года входит в состав метрополитена.
- 1912 — Гамбург (Германия)
- 1913 — Буэнос-Айрес (Аргентина)
- 1918 — Сан-Франциско (США) — открылся трамвайный тоннель[англ.] с двумя подземными станциями; с 1980 года входит в состав лёгкого метро.
- 1919 — Мадрид (Испания)
- 1924 — Барселона (Испания)
- 1927 — Токио (Япония)
- 1928 — Осло (Норвегия) — сеть пригородных трамваев с подземными участками; переоборудована в метрополитен в 1966 году; Рочестер (США), подземный трамвай[англ.], закрытый в 1956 году.
- 1933 — Осака (Япония), Стокгольм (Швеция), трамвайный тоннель; с 1950 года входит в состав метрополитена.
- 1935 — Москва (СССР), Ньюарк (США), лёгкое метро[англ.]
- 1950 — Стокгольм (Швеция)
- 1954 — Торонто (Канада)
- 1955 — Кливленд (США), Ленинград (СССР; ныне — Санкт-Петербург), Рим (Италия)
- 1957 — Брюссель (Бельгия), трамвайный тоннель[нем.], Нагоя (Япония)
- 1959 — Лиссабон (Португалия), Хайфа (Израиль), подземный фуникулёр
- 1960 — Киев (СССР)
- 1964 — Милан (Италия)
- 1966 — Вена (Австрия), трамвайный тоннель[нем.] (с 1980 года частично входит в состав метрополитена), Монреаль (Канада), Осло (Норвегия), Тбилиси (СССР)
- 1967 — Баку (СССР), Эссен (Германия), скоростной трамвай
- 1968 — Кёльн (Германия), скоростной трамвай, Роттердам (Нидерланды), Франкфурт-на-Майне (Германия)
- 1969 — Мехико (Мексика), Пекин (Китай)
- 1971 — Мюнхен (Германия), Саппоро (Япония)
- 1972 — Иокогама (Япония), Нюрнберг (Германия), Сан-Франциско (США), метроэлектричка
- 1973 — Пхеньян (КНДР)
- 1974 — Прага (Чехословакия), Сан-Паулу (Бразилия), Сеул (Южная Корея)
- 1975 — Антверпен (Бельгия), трамвай, пре-метро, Бонн (ФРГ), лёгкое метро, Ганновер (ФРГ), лёгкое метро[нем.], Новый Афон (СССР), миниметро, Сантьяго (Чили), Харьков (СССР)
- 1976 — Брюссель (Бельгия), Вашингтон (США), Вена (Австрия), Шарлеруа (Бельгия), лёгкое метро
- 1977 — Амстердам (Нидерланды), Кобе (Япония), Марсель (Франция), Мюльхайм-на-Руре (Германия), скоростной трамвай, Ташкент (СССР), Ливерпуль (Великобритания), метроэлектричка
- 1978 — Лион (Франция), Эдмонтон (Канада), лёгкое метро
- 1979 — Атланта (США), Бохум (Германия), скоростной трамвай, Бухарест (Румыния), Гонконг (Британская империя), Рио-де-Жанейро (Бразилия)
- 1980 — Ньюкасл-апон-Тайн (Великобритания), Сан-Франциско (США), миниметро
- 1981 — Дюссельдорф (Германия), скоростной трамвай, Ереван (СССР), Калгари (Канада), Киото (Япония), Фукуока (Япония)
- 1982 — Хельсинки (Финляндия)
- 1983 — Балтимор (США), Каракас (Венесуэла), Лилль (Франция)
- 1984 — Волгоград (СССР), подземный трамвай, Гельзенкирхен (Германия), скоростной трамвай, Дортмунд (Германия), скоростной трамвай, Калькутта (Индия), Майами (США), надземка, Манила (Филиппины), Минск (СССР), Питтсбург (США), лёгкое метро, Тяньцзинь (Китай)
- 1985 — Буффало (США), лёгкое метро[англ.], Горький (СССР; ныне — Нижний Новгород), Зерфаус (Австрия), подземная дорога на воздушной подушке, Китакюсю (Япония), монорельс[англ.], Порту-Алегри (Бразилия), надземка, Пусан (Южная Корея), Ресифи (Бразилия), Штутгарт (Германия), скоростной трамвай[нем.]
- 1986 — Белу-Оризонти (Бразилия), Ванкувер (Канада), Кривой Рог (СССР), скоростной трамвай, Новосибирск (СССР), Цюрих (Швейцария), трамвайный тоннель
- 1987 — Детройт (США), монорельс[англ.], Каир (Египет), Куйбышев (СССР; ныне — Самара), Лондон, лёгкое метро, Сингапур (Сингапур), Сэндай (Япония)[англ.]
- 1988 — Валенсия (Испания)
- 1989 — Гвадалахара (Мексика), Джексонвилл (США), Херне (Германия), скоростной трамвай
- 1990 — Генуя (Италия)
- 1991 — Билефельд (Германия), метротрам[нем.], Лозанна (Швейцария), Монтеррей (Мексика), Свердловск (СССР; ныне — Екатеринбург), Терезина (Бразилия), лёгкое метро
- 1992 — Дуйсбург (Германия), метротрам[нем.], Саас-Фе (Швейцария), подземный фуникулёр, Тулуза (Франция)
- 1993 — Лос-Анджелес (США), Неаполь (Италия), Сент-Луис (США), лёгкое метро, Шанхай (Китай)
- 1994 — Хиросима (Япония), Руан (Франция), скоростной трамвай
- 1995 — Бильбао (Испания), Варшава (Польша), Днепропетровск (Украина; ныне — Днепр), Куала-Лумпур (Малайзия), надземное метро, Медельин (Колумбия), надземка, Ченнаи (Индия), надземное метро[англ.]
- 1996 — Анкара (Турция), Тайбэй (Тайвань)
- 1997 — Гуанчжоу (Китай), Тэгу (Южная Корея)
- 1998 — София (Болгария)
- 1999 — Бангкок (Таиланд), надземное метро, Инчхон (Южная Корея), Катания (Италия), Солт-Лейк-Сити (США), лёгкое метро[англ.], Тегеран (Иран)

### XXI век

#### 00-е
- 2000 — Измир (Турция), Стамбул (Турция), Стокгольм (скоростной трамвай Tvärbanan с подземными участками)[швед.]
- 2001 — Бразилиа (Бразилия), Лима (Перу) (тестовая эксплуатация), Оттава (Канада) (лёгкое метро)
- 2002 — Бурса (Турция), Дели (Индия), Копенгаген (Дания), Рен (Франция), Чанчунь (Китай) (лёгкое метро)
- 2003 — Далянь (Китай), Лима (Перу) (регулярная эксплуатация), Наха (Япония) (монорельс)
- 2004 — Гаага (Нидерланды) (трамвайный тоннель)[нем.], Кванджу (Южная Корея), Лас-Вегас (США) (монорельс), Миннеаполис (США) (метротрам), Москва (Россия) (монорельс), Сан-Кристина (Италия) (подземный фуникулёр), Сан-Хуан (Пуэрто-Рико), Ухань (Китай), Шэньчжэнь (Китай)
- 2005 — Вальпараисо (Чили), Казань (Россия), Нанкин (Китай), Порту (Португалия), метротрам, Чунцин (Китай) (надземное метро)
- 2006 — Валенсия (Венесуэла), Маракайбо (Венесуэла), Турин (Италия), Тэджон (Корея)
- 2007 — Аликанте (Испания) (метротрам), Пальма-де-Мальорка (Испания)
- 2008 — Гаосюн (Тайвань), Краков (Польша) (трамвайный тоннель), Перуджа (Италия) (миниметро)
- 2009 — Адана (Турция), лёгкое метро, Дубай (ОАЭ), Санто-Доминго (Доминиканская Республика), Севилья (Испания) (лёгкое метро)

#### 10-е
- 2010 — Чэнду (КНР), Шэньян (КНР), Фошань (КНР), Мекка (Саудовская Аравия), Белград (Сербия), метроэлектричка, Мальмё (Швеция), метроэлектричка, Венеция (Италия), миниметро
- 2011 — Мешхед (Иран), Бангалор (Индия), Сиань (КНР), Алжир (Алжир), Алма-Ата (Казахстан)
- 2012 — Сучжоу (КНР), Куньмин (КНР), Ыйджонбу (Южная Корея), надземное метро, Познань (Польша), трамвайный тоннель[пол.], Форталеза (Бразилия), Ханчжоу (КНР).
- 2013 — Брешиа (Италия), Харбин (КНР), Гургаон (Индия), надземное метро, Чжэнчжоу (КНР), Лейпциг (Германия), метроэлектричка
- 2014 — Панама (Панама), Чанша (КНР), Нинбо (КНР), Мумбаи (Индия), надземное метро, Салвадор (Бразилия), Уси (КНР), Малага (Испания), метротам, Шираз (Иран).
- 2015 — Джайпур (Индия), Ченнаи (Индия), Тебриз (Иран), Аддис-Абеба (Эфиопия), лёгкое метро, Исфахан (Иран), Циндао (КНР), Наньчан (КНР)
- 2016 — Фучжоу (КНР), Дунгуань (КНР), Наньнин (КНР), Хэфэй (КНР), Ашхабад (Туркменистан), монорельс
- 2017 — Таоюань (Тайвань), Коччи (Индия), надземное метро, Шицзячжуан (КНР), Чанчунь (КНР), Лакхнау (Индия), Гранада (Испания), скоростной трамвай[англ.], Хайдарабад (Индия), надземное метро, Гуйян (КНР), Сямынь (КНР).
- 2018 — Абуджа (Нигерия), ЛРТ, Урумчи (КНР).
- 2019 — Цзинань (КНР), Вэньчжоу (КНР), Ноида (Индия), надземное метро, Ахмадабад (Индия), надземное метро, Нагпур (Индия), надземное метро, Джакарта (Индонезия)[60], Доха (Катар), Сидней (Австралия), Ланьчжоу (КНР), Чанчжоу (КНР), Сюйчжоу (КНР), Аомынь (бывш. Макао), лёгкое метро, Хух-Хото (КНР).

#### 20-е
- 2020 — Лахор (Пакистан), Тайюань (КНР).
- 2021 — Лоян (КНР), Тайчжун (Тайвань), Шаосин (КНР), Уху (КНР), Ханой (Вьетнам), Канпур (Индия).
- 2022 — Пуна (Индия), Цзиньхуа (КНР), Наньтун (КНР), Дакка (Бангладеш).
- 2023 — Кередж (Иран), Кито (Эквадор), Лагос (Нигерия), надземка[англ.], Нави Мумбаи (Индия), надземка[англ.], Гонолулу (США), ЛТР[англ.].
- 2024 — Агра (Индия), Салоники (Греция), Эр-Рияд (Саудовская Аравия), Хошимин (Вьетнам).
- 2025 — Индаур (Индия)[англ.].

## Строящиеся и планируемые метрополитены
- 2025 — Ахваз (Иран)[англ.] (строится), Керманшах (Иран)[перс.] (строится)[61], Бэнбу (КНР), монорельс[англ.] (строится), Кум (Иран)[англ.] (строится), Мератх (Индия)[англ.] (строится)[62], Синин (КНР)[англ.] (планируется), Тривандрам (Индия), ЛРТ[англ.] (планируется)[62], Патна (Индия), надземка[англ.] (строится)[63], Гебзе[англ.] (Турция, строится).
- 2026 — Мерсин (Турция).
- 2027 — Дублин (Ирландия) (планируется)[64].
- 2028 — Белград (Сербия) (строится)[65], Богота (Колумбия) (планируется)[66], Абиджан (Кот-д’Ивуар), надземка[англ.] (строится)[67][68].
- 2035 — Копенгаген (Дания) / Мальмё (Швеция) (планируется) — международная линия метро через пролив Эресунн[69].
- без точной даты — Кордова (Аргентина) (планируется), Гояния (Бразилия)[порт.] (планируется), Куритиба (Бразилия)[порт.] (планируется)[70], Флорианополис (Бразилия)[порт.] (планируется), Гуаренас/Гуатирре (Венесуэла), ЛРТ[англ.] (строится)[71], Варанаси (Индия)[англ.] (планируется)[72], Виджаявада (Индия), надземка[англ.] (планируется), Вишакхапатнам (Индия)[англ.] (планируется), Гувахати (Индия)[англ.] (планируется), Кожикоде (Индия), ЛРТ[англ.] (планируется)[73], Лудхиана (Индия)[англ.] (планируется)[74], Сурат (Индия)[англ.] (планируется), Болонья (Италия)[англ.] (планируется), Найроби (Кения), ЛРТ[англ.] (планируется)[75], Баотоу (КНР)[англ.] (стройка законсервирована)[76][77], Ичан (КНР)[англ.] (планируется), Улан-Батор (Монголия) (планируется)[78], Абу-Даби (ОАЭ)[англ.] (планируется), Карачи (Пакистан)[англ.] (планируется), Омск (Россия) (стройка законсервирована)[79][80][81], Даммам (Саудовская Аравия)[англ.] (планируется), Джидда (Саудовская Аравия) (планируется), Медина (Саудовская Аравия)[англ.] (планируется), Кампала (Уганда), ЛРТ[англ.] (планируется)[82], Кавасаки (Япония) (планируется), Вильнюс (Литва) (планируется), Душанбе (Таджикистан) (планируется)[83].

## Строительство
Строительство метро стоит очень дорого, и поэтому бывает экономически оправдано только в крупных городах (территориально или по численности населения). В СССР таковыми считались города с численностью населения от 1 млн жителей. Различают закрытый способ строительства (с помощью тоннелепроходческих щитов) и открытый, при котором тоннели и станции строятся соответственно в траншеях и котлованах и, будучи завершёнными, снова засыпаются грунтом.
Закрытый способ применяется при строительстве линий глубокого заложения, когда этого требуют гидрогеологические условия или необходимо сохранить ценную застройку в городах. В иных случаях станции мелкого заложения строят открытым способом. Для линий мелкого заложения в России применяют также гибридный — «московский» — способ, когда станции строятся открытым способом, а тоннели — закрытым. Коммуникации необходимо переносить (когда они там есть) лишь в зонах строительства станций, а в зонах прокладки перегонных тоннелей такой необходимости нет. Также не нужно временно закрывать дороги и т. д., поэтому строительство оказывается дешевле. По ценам 2006 года стоимость 1 км тоннеля, построенного открытым способом, составляет приблизительно 1,4 млрд руб., а 1 км тоннеля, построенного закрытым способом, — около 2—2,2 млрд руб. Необходимо также учитывать, что эти цифры приведены для одного однопутного тоннеля. Учитывая, что линии метрополитена, как правило, строится двухпутными и, как это обычно делается в России, каждый линейный путь прокладывается в отдельном тоннеле, — линия метро получается двухтоннельная. Следовательно, при расчётах стоимости строительства километра линии метро стоимость строительства километра однопутного тоннеля следует умножать на 2.
| - Буэнос-Айрес, 1912 год. Строительство метрополитена открытым способом - Москва, январь 2018 года. Строительство станции глубокого заложения Савёловская Большой кольцевой линии - Харьков, 2008 год. Строительство открытым способом Алексеевской линии в Алексеевской балке между существующей станицей «23 августа» и строящейся станцией «Алексеевская». Вид с Алексеевки в сторону Павлова Поля. Тоннели не соединены. Справа оборванный пешеходный мостик через балку. - Копенгаген, 2016 год. Строительство закрытым способом перегонного тоннеля с помощью тоннелепроходческого комплекса. Вид из монтажной камеры - Москва, 2007 год. Строительная шахта строящейся закрытым способом станции глубокого заложения «Достоевская» - Узкоколейный дизелевоз с поездом на строящейся станции «Петровский парк» в Москве |

## Подвижной состав
Электропоезд метрополитена состоит из нескольких вагонов: двух головных вагонов, имеющих кабины управления и от одного до шести промежуточных вагонов, прицепленных между ними. Вагон метро обычно длиннее трамвайного, но короче железнодорожного. На вагонах российского производства серии 81-717/714 в середине вагона над дверьми находятся три сигнальные лампочки, которые сигнализируют о: срабатывании пневматического тормоза (оранжевая), срабатывании реле перегрузки (зелёная), открытых дверях (белая). Длина вагонов метро может варьироваться: например на советских и российских вагонах серии А, Б, В, Г, Д, Е и его модификаций, 81-717/714 и 81-720/721 «Яуза» она составляет 19-20 метров; а сочленённых двухсекционных вагонов модели 81-740/741 «Русич» — 27—28 метров. Электропоезда метрополитена получают электричество от сети постоянного тока — как правило, от третьего (контактного) рельса, напряжение которого составляет 750—900 Вольт. Постоянный ток получают на подстанциях из переменного тока с помощью выпрямителей. Ширина колеи метрополитена различна в разных странах и, как правило, соответствует принятой ширине колеи железнодорожного транспорта, в России и странах СНГ — 1520 мм. В метро также эксплуатируются контактно-аккумуляторные электровозы, автомотрисы и мотовозы для возможности перемещения вагонов и путевых машин и рабочих в ночное время, когда напряжение на контактном рельсе отключено.
Управление подвижным составом может быть и полностью автоматизировано: впервые в мире такие поезда были применены в лондонском метрополитене на линии «Виктория» в начале 1970-х. Автоматизация позволила повысить скорость движения поездов и на 25—30 % сократить обслуживающий персонал.

## Инфраструктура

### Станции
Станции используются для посадки и высадки пассажиров из вагонов. Подземные, а также надземно-эстакадные станции сообщаются с поверхностью с помощью вестибюлей, турникетов, эскалаторов (или просто лестничных сходов, а кое-где также лифтов для инвалидов), осуществляющих пропуск пассажиров.
Конструктивно станции бывают колонного, пилонного, односводчатого и смежных типов, а по расположению платформ относительно путей делятся на островные и береговые. Существуют многопутные и многоуровневые пересадочные станции.
Некоторые станции сооружаются закрытого типа со стенами и дверями — преимущественно стеклянными — между платформой и поездом.
Многие станции Московского, Петербургского, Пхеньянского, Стокгольмского и ряда других метрополитенов оформлены как дворцовые залы или просто как архитектурные и художественные новаторства.

### Безопасность
Станции метрополитенов оборудуются лифтами для маломобильных пассажиров, тактильным покрытием для безопасности и помощи ориентации в пространстве пешеходам с нарушением зрения и платформенными раздвижными дверьми.
- Япония была одним из пионеров по внедрению тактильного покрытия. Платформа станции Тикатэцу-Наримасу с установленными автоматическими платформенными воротами и уложенным тактильным покрытием.
- Платформа станции Юбилейная площадь с установленными автоматические платформенные ворота и уложенным тактильным покрытием.
- Платформа станции Красное село с установленными автоматическими платформенными воротами и уложенным тактильным покрытием.
- Платформа станции Хигасияма[англ.] с установленными платформенными раздвижными дверьми и уложенным тактильным покрытием.

### Тоннели
Довольно часто линии метро проложены в подземных тоннелях. Тоннели линий метро бывают двух- и однопутные. Двухпутные тоннели применяются в однотонельных схемах подземных линий метро.
Однопутные тоннели применяются в двухтонельных схемах подземных линий метро, в которых каждый путь линии метро пролегает в своём тоннеле. Двухтонельная схема на подземных линиях метро и, следовательно, однопутные метротоннели в настоящее время явно доминируют.
Чтобы избежать пересечений в одном уровне, тоннели пересекающихся подземных линий метро прокладывают на различной глубине.
В гористой местности тоннели (как двух-, так и однопутные) также могут применяться для участков линий метро, проходящих сквозь горы.
| - Путевая развязка на участке Tremont Street Subway в Бостоне. До 1961 года тоннели служили для трамваев. Левая ветвь используется до сих пор, как часть зелёной линии Бостонского метрополитена (Фото 1898 года) - Развилка линий в двухпутных тоннелях Парижского метрополитена. Вид из тоннеля закрытой линии - Развилка однопутных тоннелей в Минском метрополитене. Справа — тоннель Автозаводской линии прямоугольного сечения, слева — тоннель круглого сечения соединительной ветви на Московскую линию - Развязка линий M3 и M4 в Копенгагенском метрополитене. Центральные тоннели линии M3, крайние — M4 - Электропоезд 81-717/714 в двухпутном тоннеле Сокольнической линии Московского метрополитена |

### Эстакады
Зачастую наземные линии метро подняты на эстакады. На эстакадных линиях метро преобладают двухпутные эстакады. Парные однопутные эстакады используются сравнительно редко. Чтобы избежать пересечений в одном уровне:
- эстакады пересекающихся линий в местах пересечений поднимают на разные высотные уровни;
- если это возможно, одна из пересекающихся линий в месте пересечения опускается на уровень земли.

Эстакады также могут использоваться в качестве путепроводов там, где нужно обеспечить пересечение в разных уровнях наземной линии метро с:
- автодорогой,
- наземной трамвайной или наземной железнодорожной линией,
- другой наземной линией метро.

### Метромост
Метромост — мост, по которому проходит линия метрополитена. Этот мост отличается от обычного повышенной прочностью, так как поезда метро создают очень сильную вибрацию. В некоторых случаях применяют совмещённый метромост. Часто такой мост двухъярусный, — на верхнем ярусе располагается автомобильная или железная дорога, а на нижнем — линия метро (яркий пример — Нижегородский метромост). Но встречаются и одноярусные совмещённые метромосты, на которых пути лини метро проложены или вдоль краёв проезжей части автодороги или, наоборот, в середине моста, а проезжие части автодороги, соответственно, слева и справа от линии метро (например, Нагатинский метромост). Также есть станции метрополитена, расположенные на метромостах, например, Воробьёвы горы в Москве или Аметьево в Казани. На сентябрь 2013 года самый длинный метромост в мире (расчёт дан с эстакадами) эксплуатируется в Новосибирске между станциями «Речной вокзал» и «Студенческая».

### Путь иоборотный тупик
Движение поездов на станциях осуществляется по 1 и 2 станционным путям, называемым также главными станционными путями. 3 и 4 станционные пути за станцией, как правило, являются оборотными. 1 главный станционный путь соединён с 3 и 4 станционным, а следовательно 3 и 4 соединены с 2 главным станционным путём. Отсюда оборот с 1 на 2 главный путь осуществляется через 3 или 4 станционные пути. Они служат для оборота подвижного состава на конечных станциях, на центральных станциях линии в случае организации зонного движения или непланового прекращения движения по концевым участкам линии.
При наличии в тупиках пункта технического обслуживания (ПТО), в часы работы ПТО по графику подвижной состав оборачивается только по одному из двух оборотных путей 3 или 4. Другой оборотный путь используется для технического обслуживания (осмотр и мелкий ремонт) подвижного состава. Во время стоянки подвижного состава работниками ПТО снимается напряжение с контактного рельса при помощи разъединителя с ручным приводом. В ночное время на оборотных путях по графику осуществляется отстой подвижного состава. Машинисты выходят из тоннеля, поднимаются на поверхность и идут отдыхать в комнаты ночного отдыха локомотивных бригад, расположенные в непосредственной близости у станции. Один из оборотных путей бывает востребован и ночью, на нём оборачиваются мотовозы. В случае неисправности подвижного состава на линии в часы наиболее интенсивного движения — в «час пик» — по команде поездного диспетчера состав убирается с главных путей на один из оборотных путей ближайшей станции. В ночное время состав перегоняется в электродепо приписки.
Рассмотренная схема предполагает наличие двух оборотных станционных путей. Существует также схема организации движения на конечных станциях с одним оборотным путём, однако она используется реже и преимущественно на центральных станциях, где частота использования оборотного пути крайне низка.
Оборотные пути могут не строиться в случае низкой интенсивности движения. В этом случае оборот поездов осуществляется непосредственно по одному или по обоим главным станционным путям с использованием перекрёстного или косого съезда перед станцией. В этом случае состав либо сразу прибывает на неправильный путь, либо наоборот — отправляется с неправильного пути. Подобная схема используется в Новосибирском метрополитене на станциях Золотая Нива и Площадь Гарина-Михайловского и в самарском метрополитене на станциях Юнгородок, Российская и Алабинская. В Москве так организован оборот поездов на станциях Александровский Сад, Кунцевская, Международная Филёвской линии и Алма-Атинская.

### Инженерный корпус
В инженерном корпусе метрополитена расположен центр управления движением поездов и работой всех технологических установок (электротехнических, связи и автоматики, сантехнических и др.), которые обеспечивают эксплуатацию метрополитена. Инженерный корпус оснащён всевозможными оборудованием и устройствами. В нём также находится управление работой метрополитена и аппарат разных служб. Компьютеры, находящиеся в инженерном корпусе, следят за слаженностью системы: интервалом движения поездов и т. д.

### Электродепо
Электродепо в метрополитене — предприятие, эксплуатирующее и ремонтирующее подвижной состав метрополитена. Также оно используется для хранения поездов метро и специализированных поездов для осмотра путей.

### Гейт
Гейт (англ. gate — ворота) — место соединения метрополитеновской и железнодорожной сетей. Гейты используются в основном для того, чтобы привезённые по железной дороге вагоны метро, железнодорожные рельсы и прочие грузы для метро доставить в метрополитен; при этом ходовые рельсы соединительной ветки плавно переходят в пути метрополитена, так как ширина колеи у них одинаковая. Чаще всего соединительные ветви с железной дорогой располагаются у электродепо метрополитена.

## Двойное назначение
При проектировании большинства подземных метрополитенов учитывается необходимость обеспечения возможности использования их в качестве бомбоубежища для населения. Для этого, как правило, предусматривают оборудование станций и перегонов аварийными автономными системами фильтровентиляции, энерго- и водоснабжения, запасными выходами, системами герметизации станций и вентиляционных шахт (в том числе — автоматическими, от действия ударной волны взрыва, проникающей радиации, появления в воздухе отравляющих веществ и т. п.).
По действующим в России нормативам, метро должно обеспечивать укрытие населению в течение двух суток: предполагается, что за это время уровень заражения спадёт до значений, при которых будет возможна эвакуация населения за пределы пострадавшей территории. Вместе с тем, на практике исполнение этих требований зависит от пожеланий заказчика, в связи с чем новые станции Московского метрополитена оборудованы металлоконструкциями почти все, тогда как в постсоветском Казанском метрополитене системы обеспечения гражданской обороны из соображений экономии были установлены только на некоторых станциях (и вообще невозможны на одной наземной станции ввиду расположения на метромосту и на двух подземных станциях ввиду наличия стеклянных атриумов от поверхности). С другой стороны, современные технологии строительства подземных сооружений часто способны обеспечить адекватную защиту при сравнительно небольшой глубине заложения. Кроме того, во многих городах мира при строительстве подземных линий и станций гражданского метрополитена, в особенности глубокого заложения, также строятся расположенные на одном уровне с ними подземные объекты гражданской обороны и военного назначения, имеющие сбойки с тоннелями и станциями метрополитена.
В Москве существует отдельная правительственная линия Д-6, или более известная под неофициальным названием «Метро-2».

## Аварии и теракты
Метрополитены, а также метрострой являются объектами повышенной опасности, уязвимыми для техногенных аварий и катастроф, а также терактов.
Известны случаи значительного затопления больших участков метро как природного (например, в Ленинградском и Петербургском в 1974 и 1995 годах и Пражском метро в 2002 и 2013 годах), так и рукотворного (например, в Берлинском метро в конце Второй Мировой войны) характера.
Крупнейшими авариями стали пожар в Бакинском метро в 1995 году с 289 погибшими и пожар в метро Тэгу в 2003 году с 198 погибшими.
Тяжелейшими терактами с около 40 погибшими были взрывы в Лондонском метро в 2005 году и в Московском метро в 2004 и в 2010 годах, самым масштабным терактом с тысячами пострадавших — зариновая атака в Токийском метро в 1995 году. Для предотвращения терактов на станциях многих метрополитенов (в Китае — во всех, в России — пока только во многих) на входах в вестибюли установлены рамки металлодетекторов и детекторы взрывчатых средств, хотя известны случаи терактов и перед такими объектами защиты.

## Метро в современной культуре

### В печати
- «Метро 2033», «Метро 2034», «Метро 2035» — серия постапокалиптических романов Дмитрия Глуховского, описывающая жизнь людей в московском метро после ядерной войны.
- «Вселенная Метро 2033» — романы и рассказы других авторов, продолжающие и дополняющие романы Глуховского. Действие (кроме «Метро 2033: Север», «Метро 2033: Осада рая» и нескольких рассказов сборника рассказов «Метро 2033: Последнее убежище») происходит в метрополитенах разных городов Беларуси, Великобритании, Италии, России и Украины.
- Повесть «Не прислоняться» Олега Дивова совместно с Максимом Рублёвым в «Живом Журнале».
- «Метро» — бесплатная ежедневная газета, распространяемая в метрополитенах 19 стран мира. В России выходит в Москве — «Metro» и Санкт-Петербурге — «Метро в Санкт-Петербурге».

### В музыке
- Metro — венгерская рок-группа 1960-х.
- «Метро» — московская рок-группа во главе с Юрием Царёвым, исполнявшая музыку в стилях новая волна и электроник-рок.
- «Метро» — свердловская рок-группа во главе с Аркадием Богдановичем.
- Группа M.E.T.R.O. — проект Касаева Артёма, вокалиста рок-группы «Оригами».
- Альбом «Стать машинистом метро» группы Mashinistmetro (заглавная песня «Стать машинистом метро»)[90].
- Песня «Метро» группы «Високосный год».
- Песня «Метро» группы «Данила Master».
- Песня «Метро 2033» группы «Леон».
- Песня «Мне в моем метро…» барда Булата Окуджавы.
- Песня «В городе, где нет метро» группы «25/17».
- Песня «42 минуты под землёй» Валерия Сюткина.
- Песня «Линии Метро» группы «Время и Стекло».
- Песня «Звёзды не ездят в метро» группы «Машина времени».
- Песня «Metropolitan Mail» Гуфа.
- Песня «Имени Ленина» Slim при участии Скин, Mesr.
- Песня «Метро» Александра Пушного.
- Песня «Метро» группы «Где моё лето»[91].
- Песня «Метро» группы «Друга Ріка».
- Песня «Кольцевая» группы «Звери».
- Песня «Станция Таганская» группы «Любэ»
- Песня «Метро» группы «Чебоза».
- Песня «Метрополитен» группы «Магнитная Аномалия».
- Песня «Метро» группы Renaissance v.2.0.
- Песня «Кантемировская» Noize MC.
- Песня «Metro» группы System of a Down.
- Песня «M» группы the Chemodan clan.
- Песня «Метро» певицы Дакоты.
- Песня «Метро» группы Tracktor Bowling.
- Песня «На Безымянке» группы «Без Сна».
- Песня «Поезд в сторону „Арбатской“» группы «Тараканы!».
- Песня «Метро» группы «СЕtИ».
- Песня «В метро» певицы Земфиры.
- «Метро» — польский мюзикл.
- «Метро» — российский мюзикл о шоу-бизнесе (1999).
- Metro FM — российская радиостанция.

### В кино
- «Метро» — корейский фильм 2003 года.
- «Метро» — российский фильм-катастрофа 2013 года режиссёра Антона Мегердичева.
- «Подземка» (англ. Subway) — французский кинофильм 1985 года. Режиссёр Люк Бессон.
- «Мёбиус (1996)» — аргентинский фантастический фильм про исчезновение состава с пассажирами в метро Буэнос-Айреса.

### В компьютерных играх
- Metro 2033 — постапокалиптический шутер, основанный на романе Дмитрия Глуховского «Метро 2033».
- Metro: Last Light — игра по мотивам книги «Метро 2034», продолжение игры Metro 2033.
- Metro Exodus — игра вдохновлена на романах «Метро 2033» и «Метро 2035», продолжает историю Metro: Last Light.
- Mini Metro — игра-головоломка, выпущенная в 2015 году.

## Комментарии
1. ↑  Используется в названии ряда метрополитенов США, Канады, Австралии и Британии — Washington Metro, Montreal Metro, Sydney Metro, Tyne and Wear Metro
2. ↑  Практически всемирное распространение слово получило благодаря Парижскому метрополитену
3. ↑  Используется в названии некоторых систем США, Канады и Британии — New York Subway, Toronto Subway, Glasgow Subway
4. ↑  Используется в названии старейшего в мире лондонского метро — London Underground
5. ↑  Понятие «линии» в Нью-Йоркском метрополитене — движение поезда строго по одному отрезку пути — как таковое отсутствует
6. ↑  В Будапештском метрополитене на линии М3, а также на Линии М1 и Линии 2 Софийского метрополитена эксплуатируются вагоны серий 81-717.2К/714.2К и 81-717.4/714.4, по своему техническому оснащению — асинхронному тяговому электродвигателю, отличающиеся от базовых типов вагонов 81-717/714 с РКСУ, однако имеют общий с базовыми вагонами 81-717/714 кузов, несмотря на то, что он, в отличие от вагонов серий 81-71М Пражского метрополитена и 81-717М/714М Ереванского и Тбилисского метрополитенов, изготовлен с нуля вместе с новым оборудованием[34][35][36]
7. ↑  В метро СССР ширина колеи аналогична используемой на железнодорожных дорогах — 1524 мм[88].

### Комментарии
1. ↑  Сам по себе термин «станция глубокого заложения» означает, однако, не глубину станции как таковой, а, согласно строительным нормам и правилам (СНиПам), закрытый способ её строительства[10]: так, например, глубина станций «Охотный Ряд», «Библиотека имени Ленина» и «Кунцевская» Московского метрополитена, сооружённых закрытым и открытым способом, составляет 15, 12 и 37,6 м соответственно[11][12][13]; самой глубокой станцией в мире с 6 ноября 1960 года — открытия первой очереди Киевского метрополитена по 2022 год была станция «Арсенальная» — 105,5 м[14], после чего этот статус отошёл станции «Хунъянцунь[англ.]» Чунцинского метрополитена — 116 м[15][16][17][18][19]. В отличие от самой глубокой в СНГ «Адмиралтейской»[20] (86 м[21]), глубина «Арсенальной» обусловлена не заложением станции, а возвышенностью местности[22]
2. ↑  При этом по себе термин «станция глубокого заложения» означает не глубину станции как таковой, а, согласно строительным нормам и правилам (СНиПам), закрытый способ её строительства[10]: так, например, глубина станций «Охотный Ряд», «Библиотека имени Ленина» и «Кунцевская» Московского метрополитена, сооружённых закрытым и открытым способом, составляет 15, 12 и 37,6 м соответственно[11][12][13]